# Mont-Notre-Dame
Mont-Notre-Dame ist eine französische Gemeinde mit 742 Einwohnern (Stand 1. Januar 2022) im Département Aisne in der Region Hauts-de-France. Sie gehört zum Arrondissement Soissons, zum Kanton Fère-en-Tardenois und zum Gemeindeverband Val de l’Aisne.

## Geographie
Die Gemeinde Mont-Notre-Dame mit den Ortsteilen Braye und Mont-Bany liegt an der Mündung der Muze in die Vesle, 20 Kilometer südöstlich von Soissons und 36 Kilometer westnordwestlich von Reims. Durch die Gemeinde führt die Bahnstrecke Trilport–Bazoches. Nachbargemeinden von Mont-Notre-Dame sind Paars im Norden, Bazoches-et-Saint-Thibaut im Osten, Chéry-Chartreuve im Südosten, Bruys im Süden, Lhuys im Südwesten, Tannières im Westen sowie Quincy-sous-le-Mont im Nordwesten.

## Bevölkerungsentwicklung
| Jahr                       | 1962 | 1968 | 1975 | 1982 | 1990 | 1999 | 2006 | 2013 | 2022 |
| Einwohner                  | 700  | 715  | 653  | 580  | 617  | 633  | 645  | 736  | 742  |
| Quellen: Cassini und INSEE |      |      |      |      |      |      |      |      |      |

## Sehenswürdigkeiten
- Kirche Sainte-Madeleine, Monument historique 1886, 1926 und 1998.[1] Die Kirche bekrönt den Berg, der das Tal der Vesle beherrscht. Die bestehende Kirche im Art-déco-Stil mit einem 60 Meter hohen, von einer Statue der Maria-Magdalena überragten Turm ersetzt eine 1918 von deutschen Truppen gesprengte Kollegiatkirche aus dem 12. und 13. Jahrhundert, von der sich die Krypta und Mauerreste erhalten haben.
- Schloss Le Prince